# A+V
A+V es un canal de televisión por suscripción uruguayo que transmite desde Montevideo, fundado en diciembre de 2010.

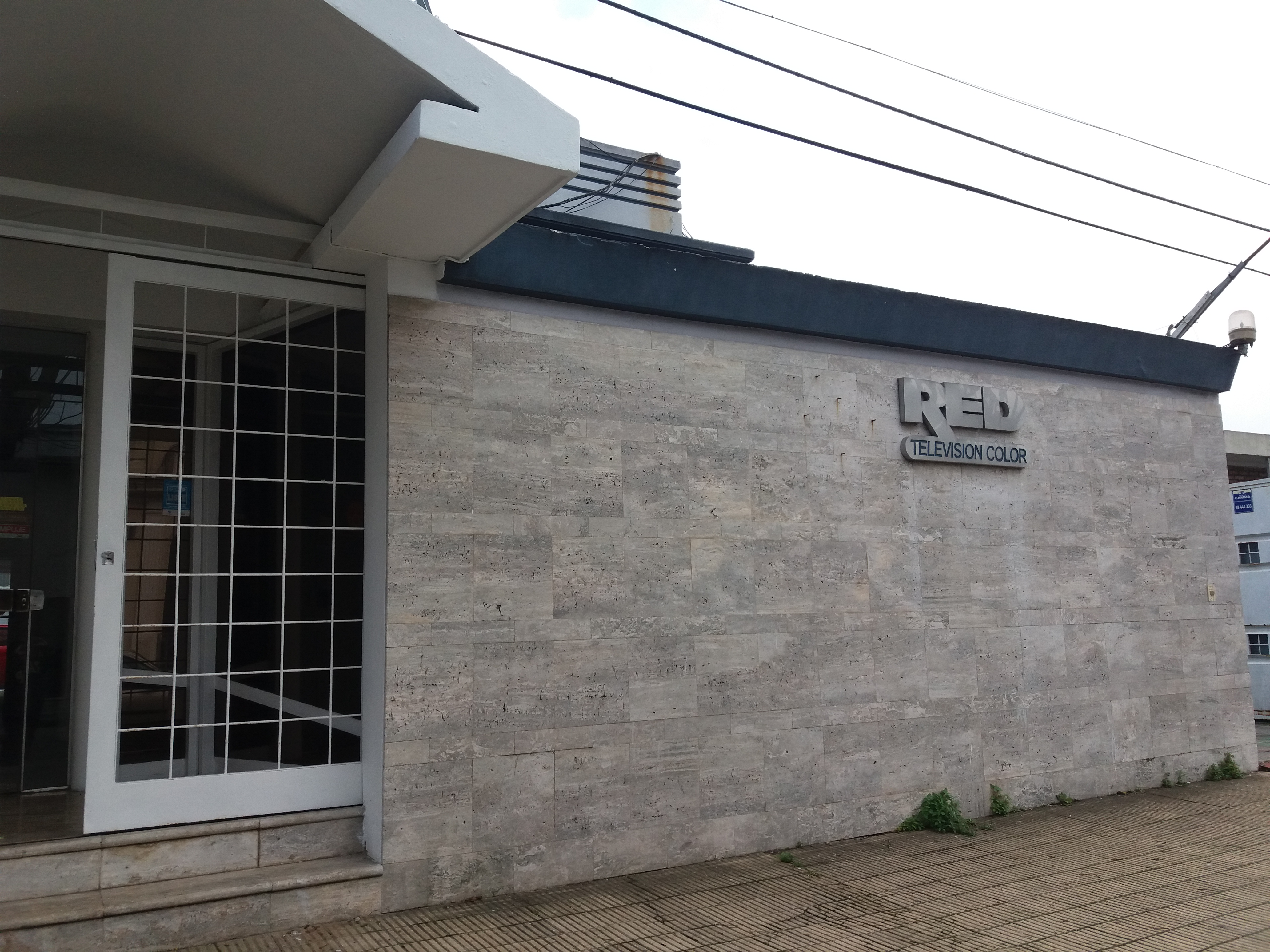
Estudios de A+V, ubicados en Montevideo.

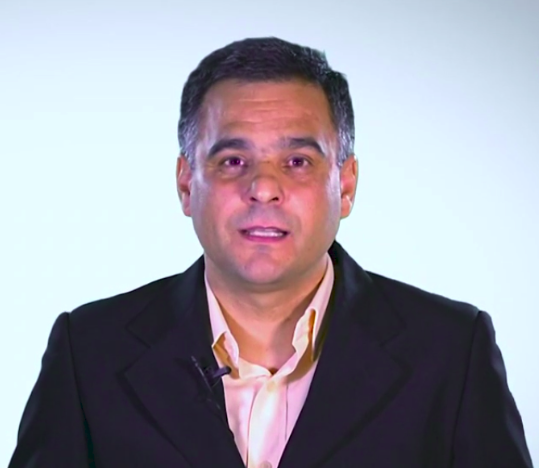
Fabián Ferreira, el actual locutor del canal (en la foto).

## Historia
A+V fue el resultado de una propuesta ideada, entre otras personas, por el ingeniero agrónomo uruguayo Alejandro Echevarría, como un canal con programación noticiosa-agropecuaria, cultural, de tendencia, innovación y un principal enfoque en el agro, según declaró Echevarría en una entrevista con un periódico del interior del país.
La idea de A+V se gestaría, finalmente, en diciembre de 2011, con el objetivo de ser un canal que en su área de cobertura incluya a los países de Argentina y Uruguay.
En sus comienzos, el canal también emitía dentro de su programación distintos remates ganaderos, tarea que al día de hoy ya no se hace. Así era descrita esta característica de A+V:

“El nuevo canal tiene todas las armas para poder mostrar al productor ganadero, tanto al comprador como al vendedor, los beneficios y ventajas de la nueva tecnología. Hay un antes y un después en la comercialización de ganado en la región, no tengo ninguna duda, porque las ventajas para el que vende son que el productor no mueve el ganado de su establecimiento. Solamente aporta el trabajo de juntarnos el ganado, de la sanidad correspondiente, pero la gente del canal filma el lote, y se entra a ofrecer de lunes a viernes en distintos horarios, rotativos. Para el que compra, tranquilamente desde su casa mirando el canal, puede participar en el negocio”
Rematador Ruben Urchitano

También se anunciaron cápsulas informativas de 5 minutos, eventos regionales y programación cultural.
Desde 2017 comparte estudios y equipamiento técnico con el canal La Red, que está situado en el barrio Reducto de Montevideo. Anteriormente, el canal tuvo su sede en dos lugares diferentes: Cl. Mercedes 973, en el Centro de Montevideo, y posteriormente en la calle Marcelino Sosa número 2125 esq. Yatay, en La Aguada.  En 2018, se colocó una antena parabólica sobre la azotea de La Red, permitiendo recibir y transmitir señales de televisión, lo que facilita la recepción de La Red y A+V en todo el territorio nacional.
A+V emite desde los primeros días del 2018 en calidad HD.
Desde el 19 de junio de 2019, el canal genera y emite sus gráficos fuera de la zona segura de la relación de aspecto 4:3, en la que A+V transmitió desde sus inicios.

## Cobertura
A+V inició sus emisiones con una infraestructura y calidad de imagen totalmente digitales, lo que le permitió, en menos de un año, llegar a estar aproximadamente en el 90% de los cableoperadores uruguayos. Los primeros operadores en los que estuvo la señal fueron TCC de Montevideo, Yí Visión de Durazno, TV Cable Sarandí de Sarandí Grande, Florida Televisión Color, Casupá, Carmelo Cable Visión, Dada Cable Color, Cable Color Maragato de San José, Cable 2000 de Tacuarembó, Cable Visión Salto, TV Cable Mercedes, Televisora Color Chuy, Florida Satelital, Cable Visión de Artigas, Cablevisión Salto, Minas Cable Visión, TV Cable San Ramón, TV Cable del Este de Rocha, entre otros.

## Programación

### Análisis general
El canal cuenta con programación muy variada, aunque principalmente enfocada en la agricultura y el medio rural del país en su conjunto. En la actualidad, la totalidad de la misma es elaborada por más de 50 productoras independientes del país, generalmente de los 18 departamentos del interior de Uruguay. La pequeña parte restante de esta es organizada y producida por A+V en conjunto con Canal 10, quien también emite varios de estos programas. De hecho, Canal 10 le dedica la parte principal de la franja programática matutina de los fines de semana a ciertos programas de A+V.

### Programas actuales
- Vamos Andando
- Música de Aquí y de Allá
- De Pago en Pago
- Inforagro
- Mirá esto!
- Revista Agropecuaria
- A+V Agropecuario
- Galopando por la Historia
- Más Agro
- Mundo Cooperativo
- Cosas de mi País
- Canto de Aquí Nomás
- Todo un País
- Fiestas y Eventos
- La Pulpería de la tablada
- Los Senderos del Vino
- Sigan Ustedes
- Identidad Vergara
- Junto al Caballo
- Entre Mates y Guitarras
- Dando Rienda
- El Cubo
- Enfoques de Actualidad
- Canciones con Historia
- Protagonistas
- Fanáticos por la Pesca
- Historias de Mar y Sierras
- Raid Uruguayo
- Al Volante TV
- Hablemos de Salud
- Café Express TV
- Recorriendo el país
- A+Turf
- Identidad Agropecuaria
- Mi país paisano
- Motores en pista
- Nuestro canto
- Tu Ritmo
- Uruguay Productivo
- Zona Retro

#### Espacios contratados
- Las Noches Nuestras
- Directo al corazón
- Gabriela y los astros

## Logotipos

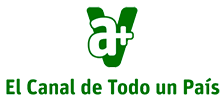
2010-2017[nota 1]
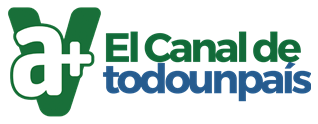
Desde 2017

1. ↑  Si bien este logo fue usado entre 2010 y 2017 por el canal, este actualmente también se utiliza en su página web.

## Eslóganes
- Desde 2010: El canal de todo un país
- Desde 2017: Mucha cosa buena